# Pasir Nan Tigo
Pasir Nan Tigo is een bestuurslaag in het regentschap Padang van de provincie West-Sumatra, Indonesië. Pasir Nan Tigo telt 9346 inwoners (volkstelling 2010).